# Porpác
Porpác ist eine ungarische Gemeinde im Kreis Sárvár im Komitat Vas. Zur Gemeinde gehört die Siedlung Csókakőmajor.

## Geografische Lage
Porpác liegt 14 Kilometer östlich des Komitatssitzes Szombathely und 10 Kilometer westlich der Kreisstadt Sárvár an den Flüssen Rátka-patak und Hosszú-víz. Nachbargemeinden sind Vát, Bögöt, Csénye, Pecöl und Vép.

## Geschichte
Porpác wurde erstmals in einer Urkunde aus dem Jahr 1321 erwähnt. Die erste römisch-katholische Kirche im Ort wurde im Jahre 1698 errichtet, später jedoch zerstört. Die heutige Kirche Mária Szeplőtelen Szíve wurde 1904 erbaut. Im Jahr 1913 gab es in der damaligen Kleingemeinde 36 Häuser und 259 Einwohner auf einer Fläche von 805 Katastraljochen. Sie gehörte zu dieser Zeit zum Bezirk Sárvár im Komitat Vas.

## Infrastruktur und Verkehr
Vor Ort gibt es einen Kindergarten, eine Schule, eine Fahrbibliothek und ein Kulturhaus. Die Gemeinde ist durch den Bahnhof, der drei Kilometer südöstlich des Ortes liegt, an die Bahnstrecken Győr–Szentgotthárd und nach Hegyeshalom angebunden. Porpác ist nur über die Nebenstraße Nr. 84149 zu erreichen. Nördlich der Gemeinde verläuft die Hauptstraße Nr. 88.

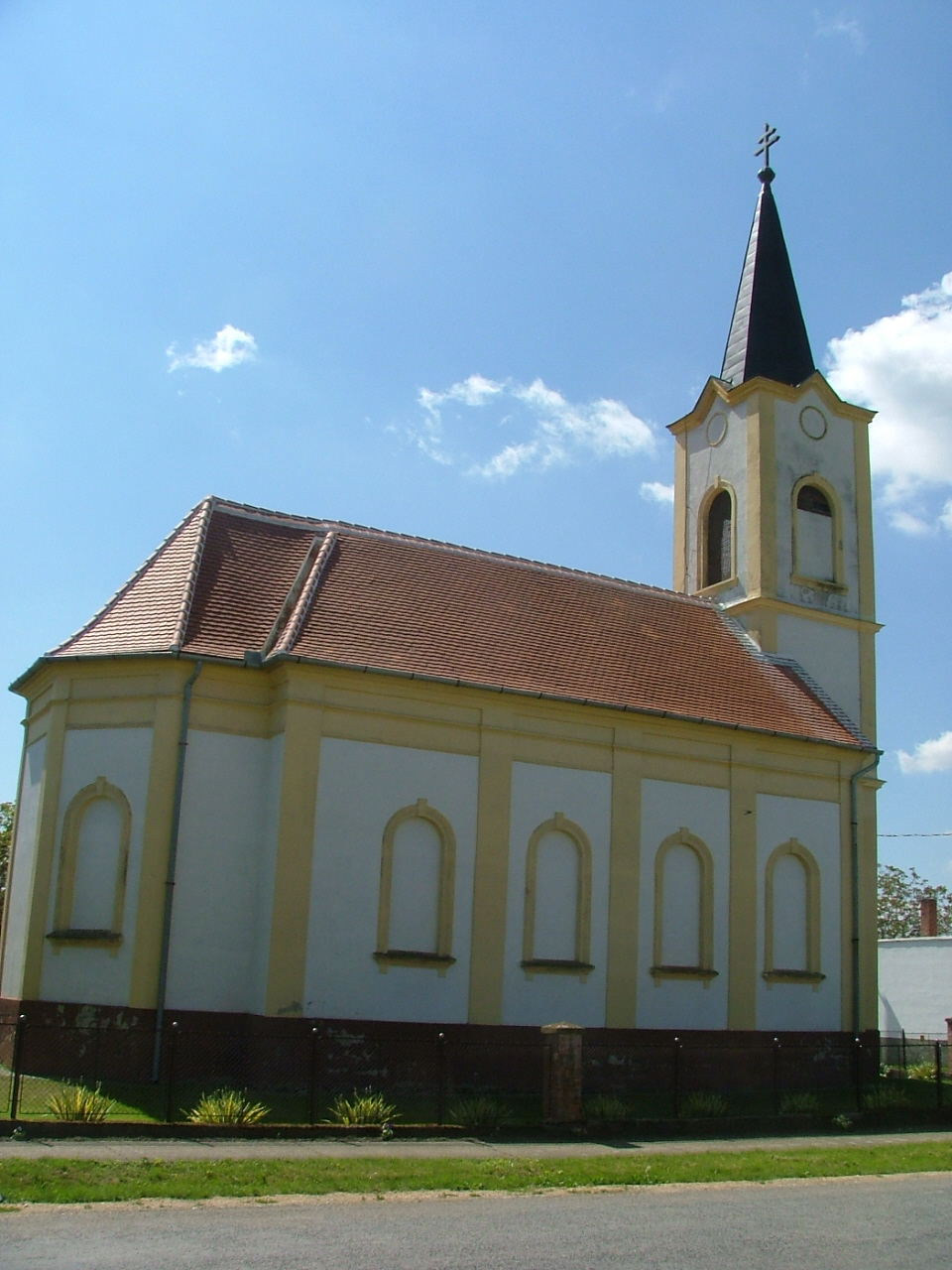
Römisch-katholische Kirche Mária Szeplőtelen Szíve

## Sehenswürdigkeiten
- Römisch-katholische Kirche Mária Szeplőtelen Szíve
- Friedhof mit Steinkreuzen
- Kruzifix, erschaffen 1912 von József Kondor
- Marienstatue Patrona Hungariae aus dem Jahr 1909
- Hügelgräber aus der Eisenzeit in den Wäldern der Umgebung